# 1976-os fedett pályás atlétikai Európa-bajnokság
Az 1976-os fedett pályás atlétikai Európa-bajnokságot Münchenben, Nyugat-Németországban rendezték február 21. és február 22. között. Ez volt a 7. fedett pályás Eb. A férfiaknál 11, a nőknél 8 versenyszám volt. Ekkortól nem rendeztek váltófutásokat sem a nőknek sem a férfiaknak.
Magyar versenyző nem szerzett érmet ezen az EB-n.

## A magyar sportolók eredményei
Magyarország az Európa-bajnokságon 6 sportolóval képviseltette magát.

## Éremtáblázat
(A táblázatban a házigazda eltérő háttérszínnel kiemelve.)
| Helyezés | Nemzet         | Arany | Ezüst | Bronz | Összesen |
| 1.       | Szovjetunió    | 6     | 3     | 3     | 12       |
| 2.       | NSZK           | 4     | 4     | 4     | 12       |
| 3.       | Bulgária       | 3     | 1     | 2     | 6        |
| 4.       | Nagy-Britannia | 1     | 2     | 1     | 4        |
| 5.       | Lengyelország  | 1     | 1     | 3     | 5        |
| 6.       | Franciaország  | 1     | 1     | 1     | 3        |
| 6.       | NDK            | 1     | 1     | 1     | 3        |
| 8.       | Belgium        | 1     | 0     | 0     | 1        |
| 8.       | Svédország     | 1     | 0     | 0     | 1        |
| 10.      | Románia        | 0     | 2     | 1     | 3        |
| 11.      | Csehszlovákia  | 0     | 1     | 1     | 2        |
| 11.      | Jugoszlávia    | 0     | 1     | 1     | 2        |
| 13.      | Finnország     | 0     | 1     | 0     | 1        |
| 13.      | Görögország    | 0     | 1     | 0     | 1        |
| 15.      | Olaszország    | 0     | 0     | 1     | 1        |

## Érmesek
- WR – világrekord
- CR – Európa-bajnoki rekord
- AR – kontinens rekord
- NR – országos rekord
- PB – egyéni rekord
- WL – az adott évben aktuálisan a világ legjobb eredménye
- SB – az adott évben aktuálisan az egyéni legjobb eredmény

### Férfi
| Versenyszám | Arany                            | Arany    | Ezüst                                    | Ezüst   | Bronz                                | Bronz   |
| ----------- | -------------------------------- | -------- | ---------------------------------------- | ------- | ------------------------------------ | ------- |
| 60 m        | Valerij Borzov · Szovjetunió     | 6,58 =CR | Vaszílisz Papajeorgópulosz · Görögország | 6,67    | Petar Petrov · Bulgária              | 6,68    |
| 400 m       | Janko Bratanov · Bulgária        | 47,79    | Hermann Köhler · NSZK                    | 48,19   | Grzegorz Mądry · Lengyelország       | 48,46   |
| 800 m       | Ivo Van Damme · Belgium          | 1:49,2a  | Josef Schmid · NSZK                      | 1:49,8a | Milovan Savić · Jugoszlávia          | 1:49,9a |
| 1500 m      | Paul-Heinz Wellmann · NSZK       | 3:45,1a  | Thomas Wessinghage · NSZK                | 3:45,3a | Gheorghe Ghipu · Románia             | 3:46,1a |
| 3000 m      | Ingo Sensburg · NSZK             | 8:01,6a  | Józef Ziubrak · Lengyelország            | 8:02,0a | Ray Smedley · Nagy-Britannia         | 8:02,2a |
| 60 m gát    | Viktor Mjasznyikov · Szovjetunió | 7,78     | Berwyn Price · Nagy-Britannia            | 7,80    | Zbigniew Jankowski · Lengyelország   | 7,92    |
| Magasugrás  | Szergej Szenyjukov · Szovjetunió | 2,22     | Jacques Aletti · Franciaország           | 2,19    | Walter Boller · NSZK                 | 2,19    |
| Rúdugrás    | Jurij Prohorenko · Szovjetunió   | 5,45 CR  | Antti Kalliomäki · Finnország            | 5,40    | Renato Dionisi · Olaszország         | 5,30    |
| Távolugrás  | Jacques Rousseau · Franciaország | 7,90     | Valerij Podluzsnij · Szovjetunió         | 7,79    | Joachim Busse · NSZK                 | 7,72    |
| Hármasugrás | Viktor Szanyejev · Szovjetunió   | 17,10 CR | Carol Corbu · Románia                    | 16,75   | Bernard Lamitié · Franciaország      | 16,68   |
| Súlylökés   | Geoff Capes · Nagy-Britannia     | 20,64    | Gerd Lochmann · NDK                      | 20,29   | Alekszandr Barisnyikov · Szovjetunió | 20,02   |

### Női
| Versenyszám | Arany                            | Arany      | Ezüst                                 | Ezüst   | Bronz                             | Bronz   |
| ----------- | -------------------------------- | ---------- | ------------------------------------- | ------- | --------------------------------- | ------- |
| 60 m        | Linda Haglund · Svédország       | 7,24       | Sonia Lannaman · Nagy-Britannia       | 7,25    | Elvira Possekel · NSZK            | 7,28    |
| 400 m       | Rita Wilden · NSZK               | 52,26 CR   | Jelica Pavličić · Jugoszlávia         | 52,47   | Inta Kļimoviča · Szovjetunió      | 52,80   |
| 800 m       | Nikolina Stereva · Bulgária      | 2:02,2a CR | Liljana Tomova · Bulgária             | 2:02,6a | Gisela Klein · NSZK               | 2:03,2a |
| 1500 m      | Brigitte Kraus · NSZK            | 4:15,2a    | Natalia Marasescu · Románia           | 4:15,6a | Roszica Pehlivanova · Bulgária    | 4:15,8a |
| 60 m gát    | Grażyna Rabsztyn · Lengyelország | 7,96 CR    | Natalja Lebegyeva · Szovjetunió       | 8,08    | Bożena Nowakowska · Lengyelország | 8,14    |
| Magasugrás  | Rosemarie Ackermann · NDK        | 1,92 =CR   | Ulrike Meyfarth · NSZK                | 1,89    | Milada Karbanová · Csehszlovákia  | 1,89    |
| Távolugrás  | Ligyija Alfejeva · Szovjetunió   | 6,64       | Jarmila Nygrýnová · Csehszlovákia     | 6,57    | Galina Gopcsenko · Szovjetunió    | 6,48    |
| Súlylökés   | Ivanka Hrisztova · Bulgária      | 20,45      | Szvetlana Kracsevszkaja · Szovjetunió | 20,06   | Ilona Schoknecht · NDK            | 19,36   |